# Kusanagi Shiyu
Kusanagi Shiyu (草薙 志勇?, Shiyu Kusanagi) è un personaggio dell'anime e manga X delle CLAMP. Egli è uno dei Draghi della Terra, coloro che cercano di distruggere gli esseri umani per salvare la Terra.
Nel set di tarocchi di X, Kusanagi raffigura Le Stelle.

## Carattere
Militare di professione, solitario, durante tutta la serie riesce a legarsi soltanto a Yuzuriha Nekoi. Ama la natura e gli animali, preferendoli agli esseri umani, che accusa di essere la causa della sofferenza del pianeta. Fra tutti i personaggi è l'unico a dubitare di Fuuma Mono: secondo lui, infatti, il fatto che Fuuma annulli sé stesso per apparire come la persona che colui che ha davanti desidera vedere lo porta a vivere una vita molto triste.
È l'unico Drago della Terra realmente interessato al futuro del pianeta, ma anche l'unico Drago della Terra che non combatte mai contro un Drago del Cielo.

### Poteri
Domina la terra, riuscendo a sconvolgerla con terremoti e onde che investono i nemici; riesce, inoltre, a percepire la sofferenza della terra.

## Storia

### Manga
Nel manga, a differenza nell'anime, lo vediamo comparire in difesa di Kotori Mono, difendendola dagli attacchi di Satsuki Yatoji. È solo in tale occasione che Kusanagi mostra i propri poteri, tra cui anche una grande forza fisica.
Quando Yuzuriha, Drago del Cielo e quindi avversaria del militare, arriva a Tokyo in compagnia del suo inugami Inuki, Kusanagi è il primo a vederlo (soltanto chi è legato al destino dell'umanità possono vederlo), accarezzandolo. La ragazza si getta fra le sue braccia piangendo, ma nessuno dei due sa in quel momento che sono schierati nella parte opposta: solo dopo averla salvata da Satsuki, Kusanagi si rende conto della vera natura di Yuzuriha, non rivelandole, però, di essere uno dei suoi avversari.
Kusanagi, infatti, contrariamente al ruolo predestinatogli, aiuta Yuzuriha in ogni modo, arrivando anche a mettersi contro quelli che dovrebbero essere i suoi compagni.

### Anime
Nell'anime, Kusanagi mostra questa sua decisione di aiutare Yuzuriha salvandola anche da Fuuma, cosa che, nel manga, era invece fatta da Kamui Shiro.
In seguito, viene spronato dallo stesso Fuuma a combattere contro i Draghi del Cielo: mentre Yuzuriha combatte contro Nataku, Kusanagi si scontra con Seiichiro Aoki, riuscendo a sconfiggerlo. Quando però vede la ragazza in fin di vita, corre in suo soccorso, scoprendo che Yuzuriha aveva capito che loro due erano nemici, ma che non le importava: è a quel punto che Kusanagi decide di tradire i suoi compagni, attaccando Nataku per proteggere Yuzuriha. Viene però gravemente ferito da Arashi Kishu, un Drago del Cielo che aveva a sua volta tradito i compagni.
Alla fine, lo si vede guarito dalle ferite riportate durante lo scontro, assieme a Yuzuriha e Inuki.
Nell'anime è doppiato da Masaki Aizawa nella versione originale e da Marco Balbi nella versione italiana.

### Film
Nel film di X, Kusanagi è molto più violento. La sua apparizione dura molto poco, la scena dell'incontro con Inuki è l'unica ad essere ripetuta in tutte le trasposizioni. Impegnato nel duello con Yuzuriha e Kamui, mostra una forza non comune. Felice della morte della ragazza, viene ferito proprio dal suo cane e in seguito ucciso da Fuuma.
Nel film è doppiato da Joji Nakata nella versione originale e da Marco Balbi nella versione italiana.

## Crossover
Un altro Kusanagi appare insieme a Yuzuriha e Inuki nel mondo di Outo e nel mondo di Acid Tokyo, qui in un ruolo più marginale.